# 款庄镇
款庄镇，是中华人民共和国云南省昆明市富民县下辖的一个镇。

## 行政区划
款庄镇下辖以下地区：
马街村、热水村、多宜村、徐谷村、新民村、对方村、青华村、青平村、和平村、宜格村和拖桌村。